# Mec Yek
Mec Yek is een band met Slovaakse en Belgische muzikanten die zigeunermuziek brengt, gemengd met folk, ska en soul. 

## Geschiedenis
De naam is afkomstig uit het Romanes en betekent zoveel als 'nog één!'. De band vindt zijn oorsprong in de jaren 90 toen Piet Maris, frontman van de band Jaune Toujours, Laci Polhos begeleidde tijdens een tournee in het Brusselse. 
Een jaar later  - tijdens een eerste muzikale ontdekkingsreis in Slovakije - kwam Maris in contact met Roma-muzikanten in de zigeunerkolonie van Rakusy. Hij maakte notities en opnames uit het lokale repertoire, hierbij geholpen door aanwijzingen en tips van de lokale bevolking. Dat veldwerk resulteerde in het project Rakusatar! waarbij de zang van Laci Polhos en Alena Midzigarova door Belgische muzikanten op accordeon, viool en contrabas werd ondersteund. Met deze formule werden twee tournees opgezet, met name in 1996 en '97. Met de collaboratie van Nicolas Hauzeur aan die laatste tournee, werd de basis van Mec Yek gelegd.
De band brengt 'halgads' (trage, trieste melodieën) en - 'cardasses' (snellere, ritmische dansen en liederen), afgewisseld met stukjes uit Roemenië, Bulgarije en Noord-Macedonië. Deze - veelal traditionele nummers -worden geïnterpreteerd en gearrangeerd en in het Romanes gezongen. Veel van de nummers zijn dan ook evergreens uit de Romacultuur. Zo gaat het nummer Pankatsa over de angst van de Roma voor het racisme van Slovaakse skinheads, andere nummer verhalen dan weer over de moeilijke levensomstandigheden van de Roma in Slovakije. Maar er zijn ook luchtige boodschappen in het repertoire, zo gaan Caje Caje en Adre M'ri Barol over de liefde.
Momenteel bestaat Mec Yek bestaat uit drie muzikanten van Jaune Toujours, aangevuld met de zussen Katia en Milka Pohlodkova, twee Roma-zangeressen.
Op het album SuperDiverCity haalt de band traditionele Romaliederen door de cultural crossing-blender met genres als ska, soul en Latijnse accenten. In 2009 speelde de band een sessie voor de BBC-radio.

## Discografie[7]
- Caravan (EP - 2002)
- Antikrisis (2006)
- Re:Plugged (2010, album met remixes van Mec Yek en Jaune Toujours)
- SuperDiverCity (2015)